# Melese monima
Melese monima là một loài bướm đêm thuộc phân họ Arctiinae, họ Erebidae.